# Medge Consulting Sports
Medge Consulting Sports AB är ett svenskt företag som bildades 2007 av före detta Canal+-anställda Peter Liljestrand och Timothy Smart, och specialiserar sig på förvärva rättigheter för sportsevenemang för att sen stycka upp dem och sälja det vidare till olika länders massmediala kanaler samt strategisk rådgivning inom den europeiska och afrikanska mediemarknaden.

## Historik
Medge Consulting blev kända efter att de år 2009 förvärvade de nordiska rättigheterna för engelska fotbollsligan Premier League fram till 2013, för att sen sälja det vidare till kanaler i de nordiska länderna. I Sverige lyckades MTG och Viasat Sport vinna budgivningen över Canal+ för de svenska rättigheterna, medan i Danmark blev det SBS Broadcasting Group, i Norge TV2 Norge och MTV Finland för Finland. Den 4 juli 2011 blev det känt att Medge Consulting med hjälp av Advisers Media International förvärvade rättigheterna för den nordamerikanska ishockeyligan NHL för Europa, Mellanöstern och Afrika fram till 2016. Johan Kleberg som är operativ chef för Canal+ har i en intervju med Expressen ifrågasatt prislappen som Medge Consulting satte på de svenska rättigheterna för NHL och undrade om någon svensk TV-kanal överhuvudtaget hade råd att förvärva dem. Den 20 oktober 2011 blev det offentligt att Viasat förvärvade de nordiska rättigheterna till NHL som ger dem rätt att direktsända 1 300 matcher per säsong.
Liljestrand sade i en intervju i juli 2011 att Medge Consulting har flera rättigheter på gång, men ville dock inte avslöja vilka det var medan Timothy Smart sade i en annan intervju i januari samma år att det pågår förhandlingar om olika sporträttigheter som är av intresse för den nordiska- och deras andra marknader.

## Tillgångar
Källa: 
- NHL (Afrika, Europa och Mellanöstern) − Köpare: MTG/Viasat (Norden)
- Premier League (Norden) − Köpare: MTG/Viasat (Sverige), SBS Broadcasting Group (Danmark), MTV Finland (Finland) och TV2 Norge (Norge).